# La Belle Assemblée

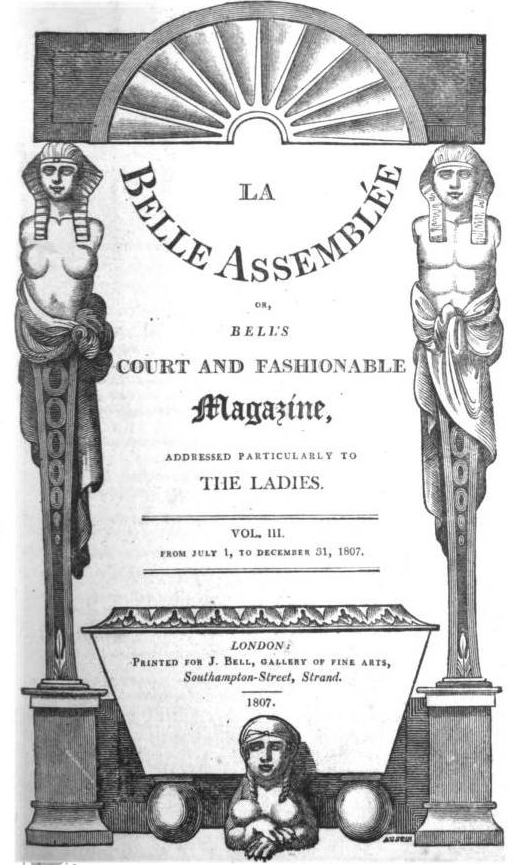
La Belle Assemblée, title page, Volume III, July to December 1807

La Belle Assemblée  (La Belle Assemblée or, Bell's Court and Fashionable Magazine Addressed Particularly to the Ladies) var en engelsk damtidskrift som gavs ut mellan 1806 och 1837. 
Det var främst en modetidning och är känd för sina modebilder från brittisk empirtid, men publicerade även en del underhållning under sina sista år.

## Galleri

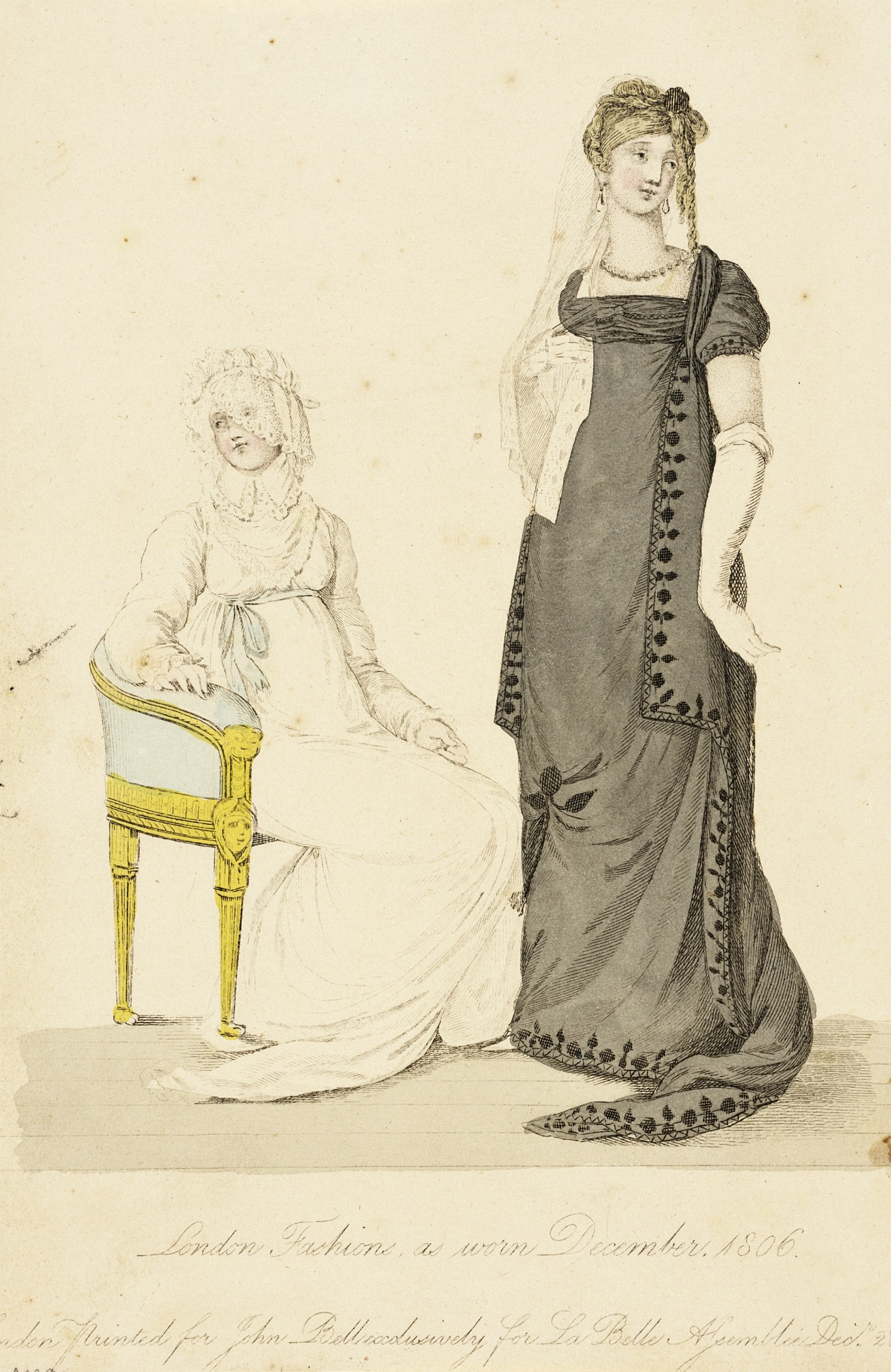
Fashion Plate (London Fashions As Worn December 1806) LACMA M.86.266.60
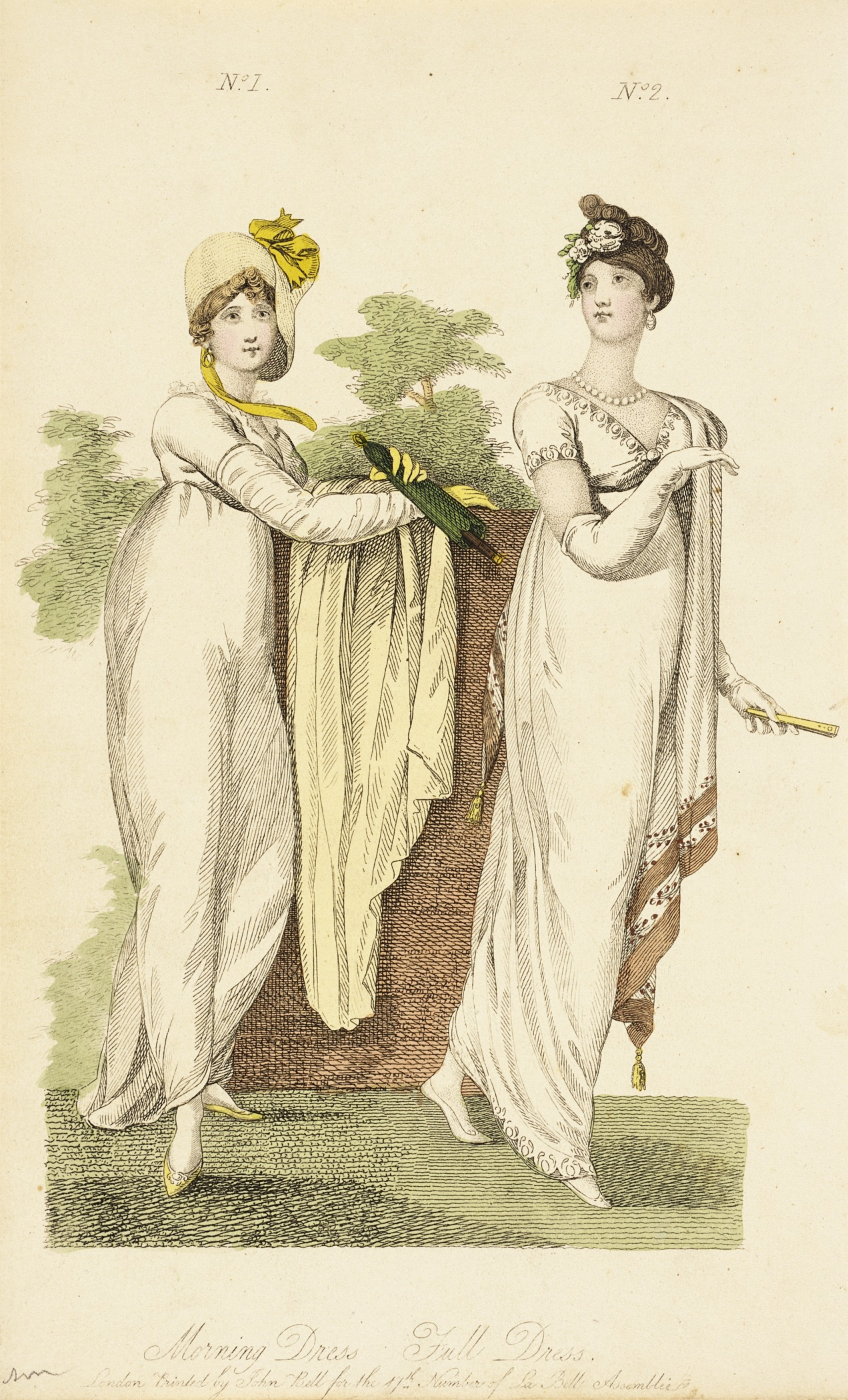
Fashion Plate (Morning Dress - Full Dress) LACMA M.86.266.82
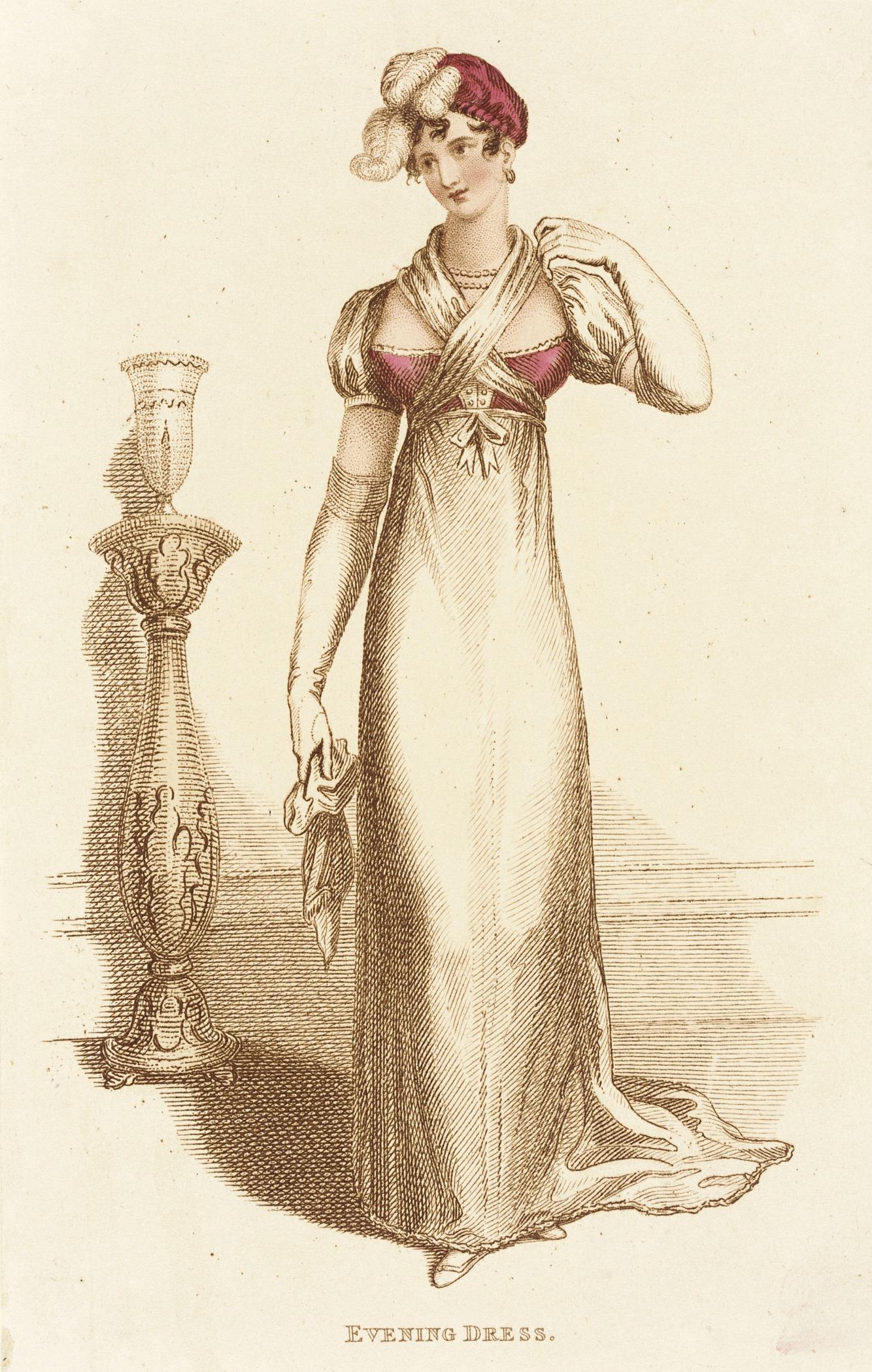
Fashion Plate (Evening Dress) LACMA M.86.266.138
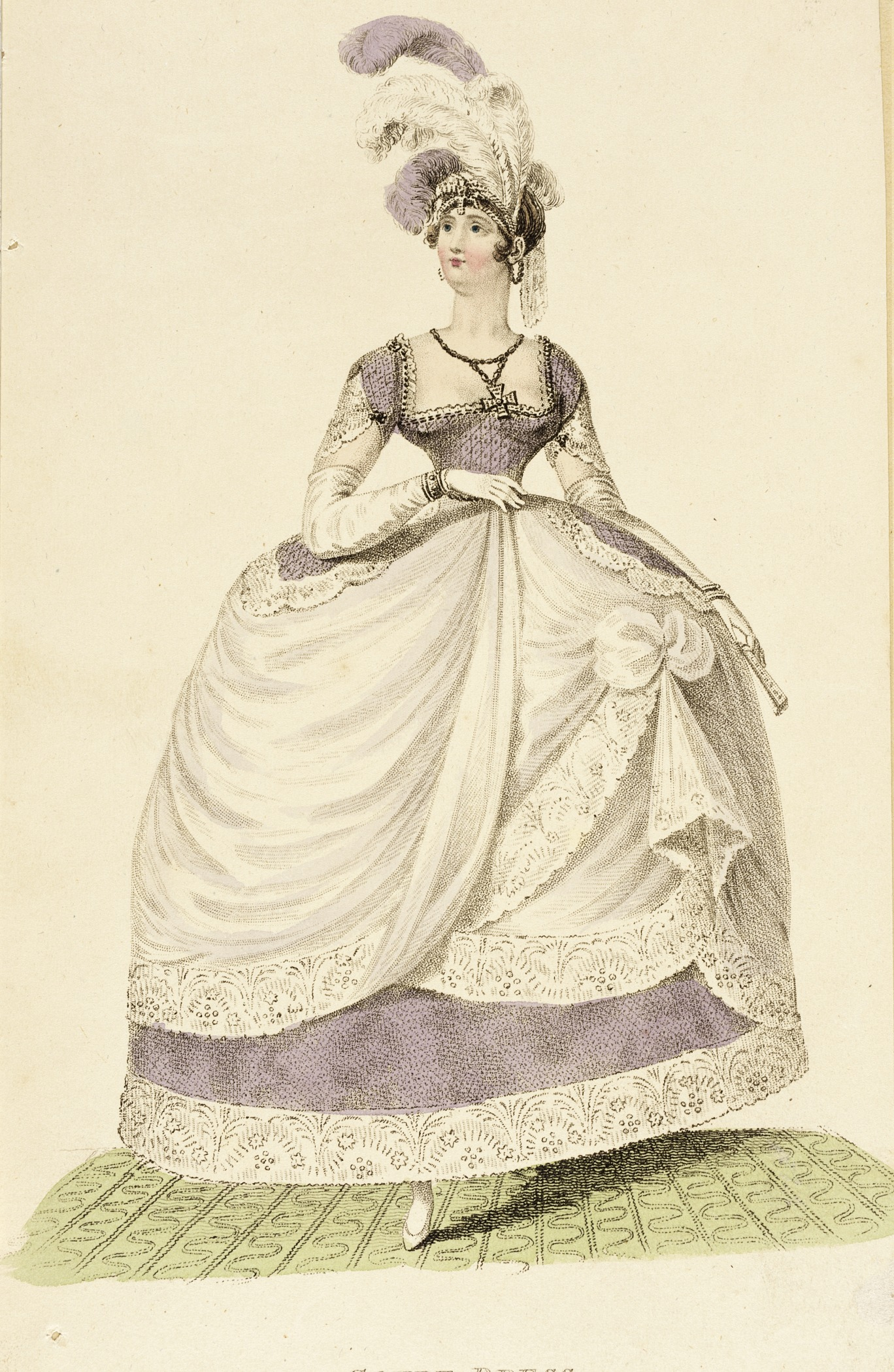
Fashion Plate (Court Dress) LACMA M.83.161.267
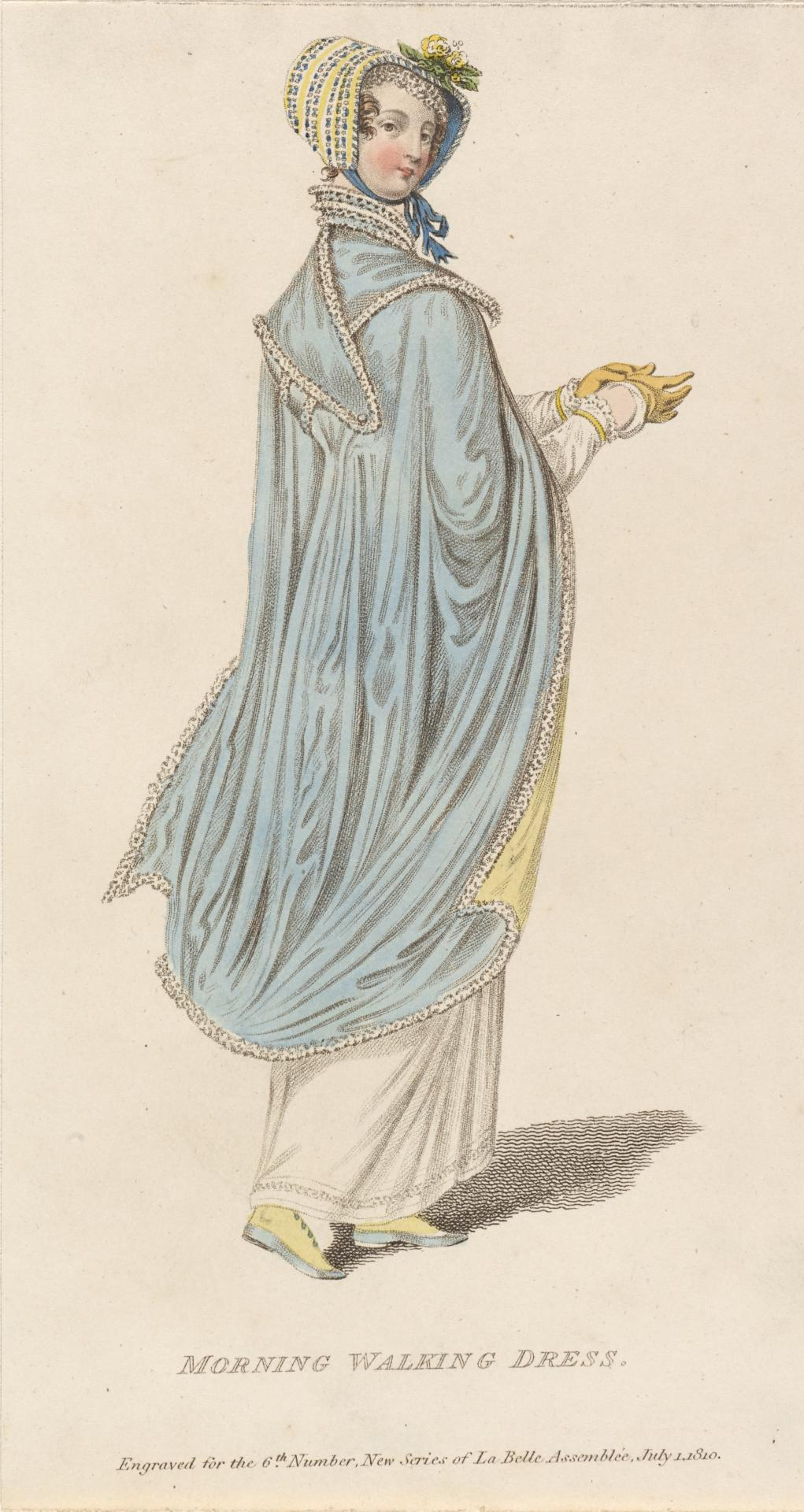
Morning walking dress, La Belle Assemblée, 1810
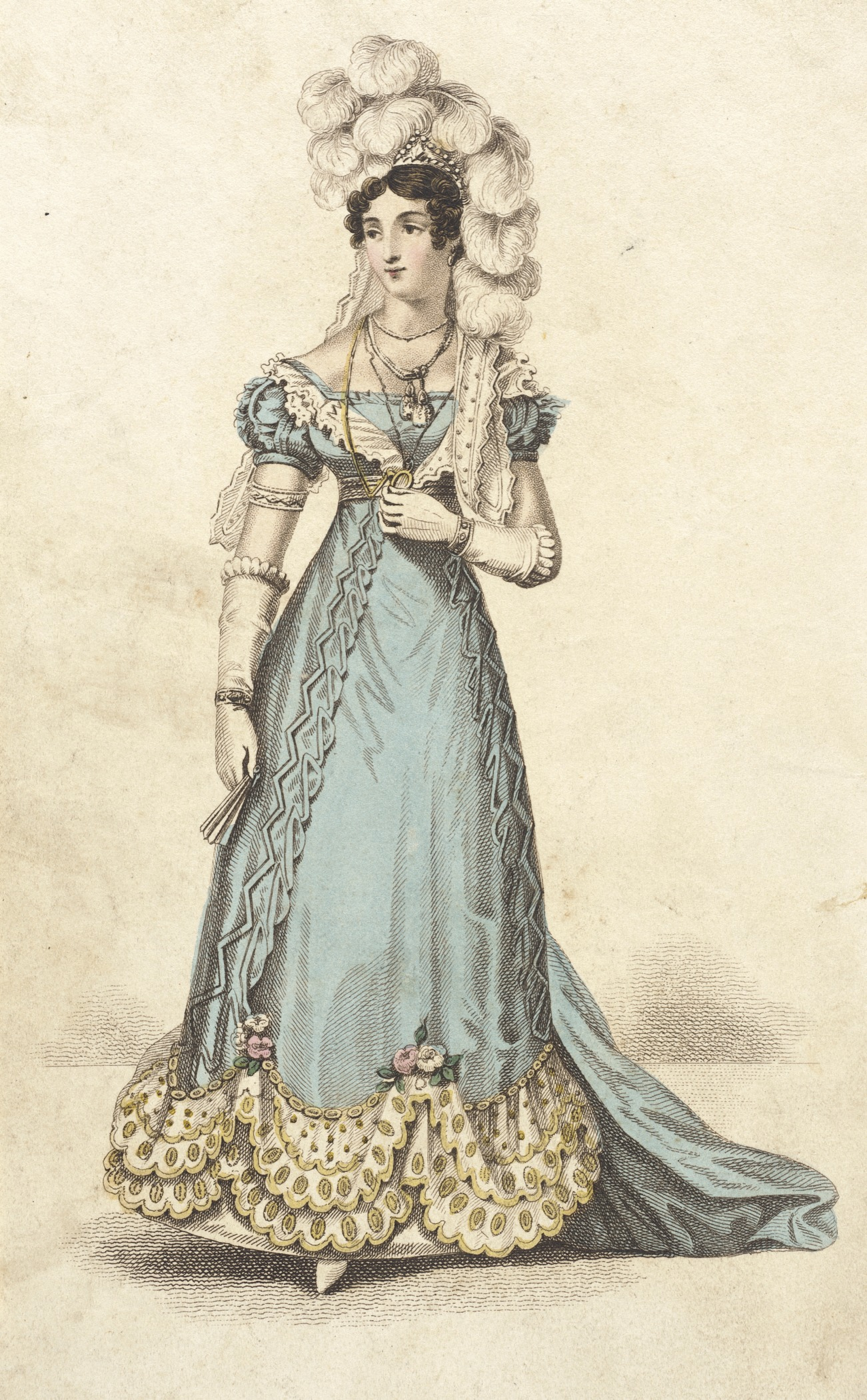
Fashion Plate (Court Dress) LACMA M.86.266.370
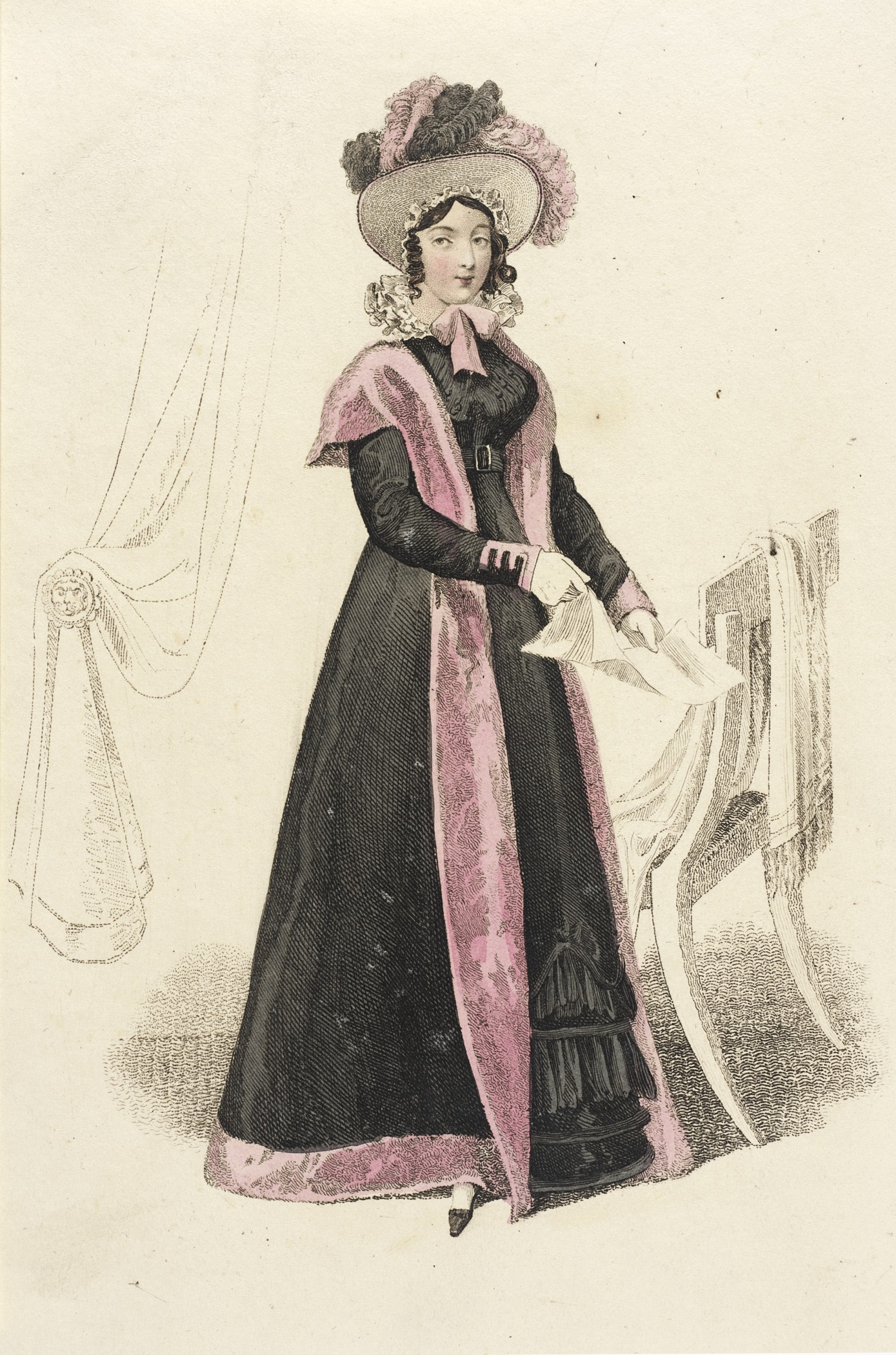
Fashion Plate (Carriage Dress) LACMA M.86.266.321
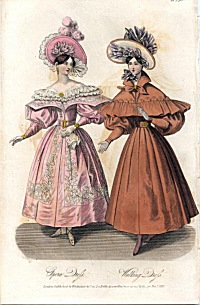
Gravure de mode 1830